# إليس جونز
إليس جونز (بالإنجليزية: Ellis Jones)‏ هو عالم اجتماع أمريكي، ولد في 25 فبراير 1970.